# バキュームフォーム

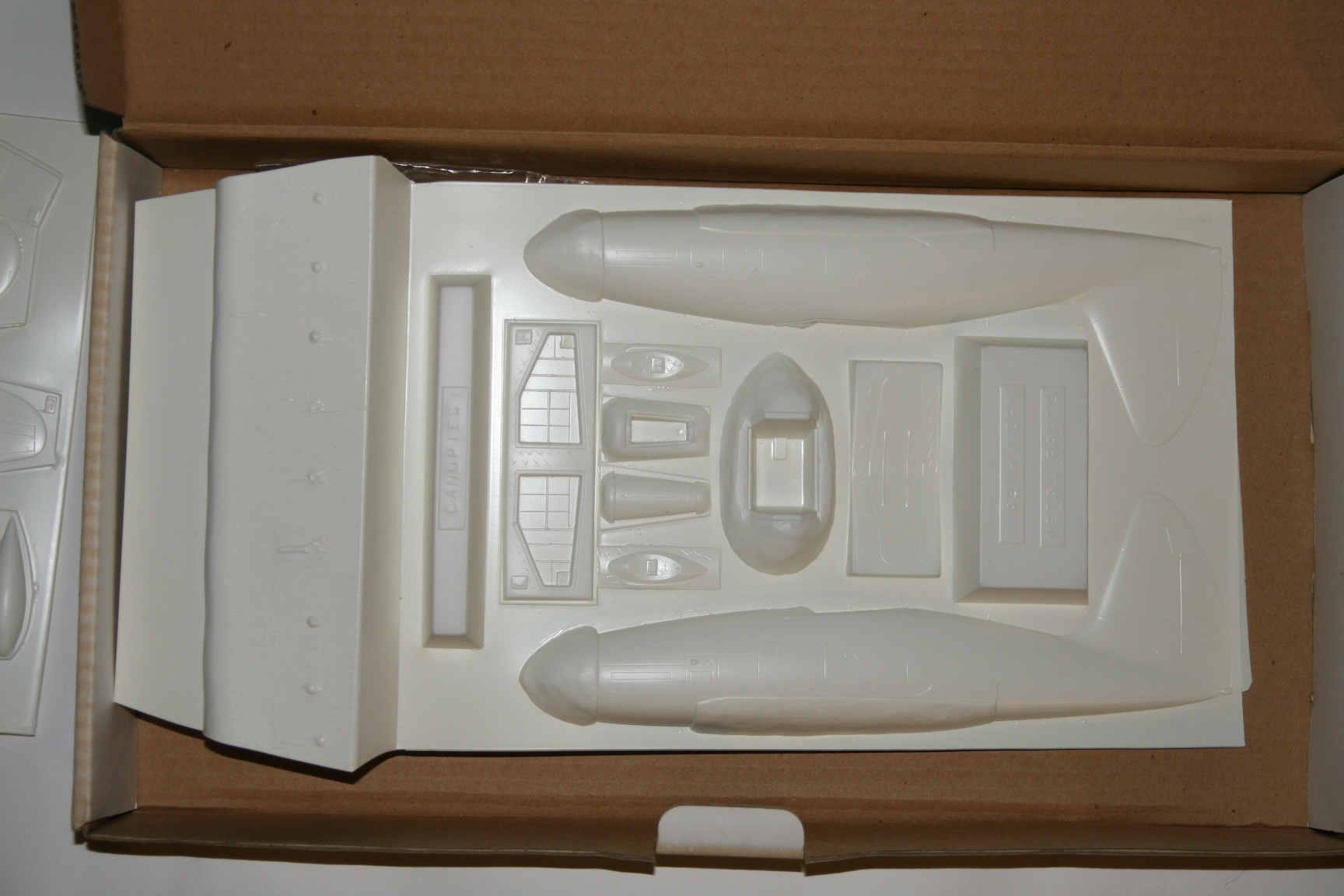
バキュームフォームキットの例

バキュームフォーム（英語：vacuum forming）は、薄い熱可塑性樹脂の板を熱して軟化させ、木などで出来た元型に密着させて成型する手法である。直訳すると「真空成型」となる。
バキュームフォームを行うための機材は、樹脂板を熱するヒーター、樹脂板をセットする枠、元型を置く台、空気を吸引するための真空ポンプから成る。元型を置く台には無数の小穴が空いており、その下に真空ポンプから導かれた吸引ダクトが装着されている。まず、枠に樹脂板をセットし、ヒーターをかぶせて熱する。樹脂板が軟化したらヒーターを離し、元型を乗せた台の上に枠をかぶせ、真空ポンプを作動させて枠と台の間の空気を抜き、元型に吸着させる。樹脂板が冷えて再び硬化したら元型からはがす。こうして元型と同じ凹凸がついた樹脂板が出来上がる（玉子のパックや、縁日のお面を想像するとどのようなものか解りやすい）。
以前は型の製造には手作業で木型を製造したり数値制御工作機械で型を削り出したり電鋳で型を製造していたが、近年では3Dプリンタも型の製造に導入されつつある。
雄型を使う場合を雄型成形（ドレープフォーミング）、雌型を使う場合を雌型成形（ストレートフォーミング）と言う。雄型を使用する場合には外側を加圧する。一方、雌型を使用する場合には型に吸出し用の孔を設置して減圧する事で軟化した素材を型に密着させる。雌型を使用する場合、表面のモールドを細部まで再現できる。
模型分野では、RC（無線操縦）では模型自動車ポリカーボネート製のクリアボディや模型船の船体や模型飛行機の製造等に使用され、スケールモデルでは主に欧米の小規模な模型工房が、スチレン樹脂を使用してプラモデルとして商品化されないマイナーな飛行機などのキットを作る事に利用した。
例えば飛行機なら、胴体の右側、左側、翼の上面、下面の元型を作り、それをバキュームフォームする事で、キットがひとつ出来上がる。ただし、原理上、雄型による成形では表面に細かい凹凸のあるものは再現しにくく雌型による成形の場合には表面のモールドを細部まで再現できるものの、成型品自体は単に凹凸のついた板に過ぎないので、うまく切り抜き、隙間や段差なく貼り合わせるには相当の技量を要する。張り合わせるときには間に薄いプラ板を挟み、切り代と共に接着してから切り代をやすりで削って整形する。また、細い棒状の部品も作りにくく、そういった部分は自作する事を要求される。他に透明度の高い塩化ビニルやポリエチレンテレフタラートが飛行機のキャノピーや自動車模型の窓の製造に利用される。
日本では、ガレージキットの創生期にこの手法で作られたものがあった。現在でも少数ながら生産されている。真空ポンプを用いずに、軟化させた樹脂板を元型に押しつけるだけで成型する手法は「ヒートプレス」と呼ばれ、バキュームフォームとは区別されている。
近年は穴が多数あけられた吸出し装置の上に原型を置いて下部から掃除機で吸い出す方法の減圧成型式装置が東急ハンズ等で販売されている。また、加圧側を大気圧だけでなく積極的に加圧する方法もある。